# Église presbytérienne nationale
La National Presbyterian Church, en français église presbytérienne nationale, est une église située à Washington DC. La paroisse est membre de l'Église presbytérienne (USA). Le complexe de bâtiments occupe un campus de 12 acres comprenant six structures distinctes, dont une cathédrale principale de style néogothique, troisième plus grand centre religieux de la capitale américaine. Le campus est inscrit au registre national des lieux historiques en 2022.
La congrégation est fondée en 1795, lorsqu'un groupe de tailleurs de pierre écossais travaillant à la construction de la Maison Blanche se réunit pour le culte. En 1866, le pasteur invite Frederick Douglass, abolitionniste noir réputé, à parler depuis la chaire de l'église. L'église a accueilli la famille royale britannique, Mère Teresa et de nombreux autres dirigeants notables, .

## Architecture

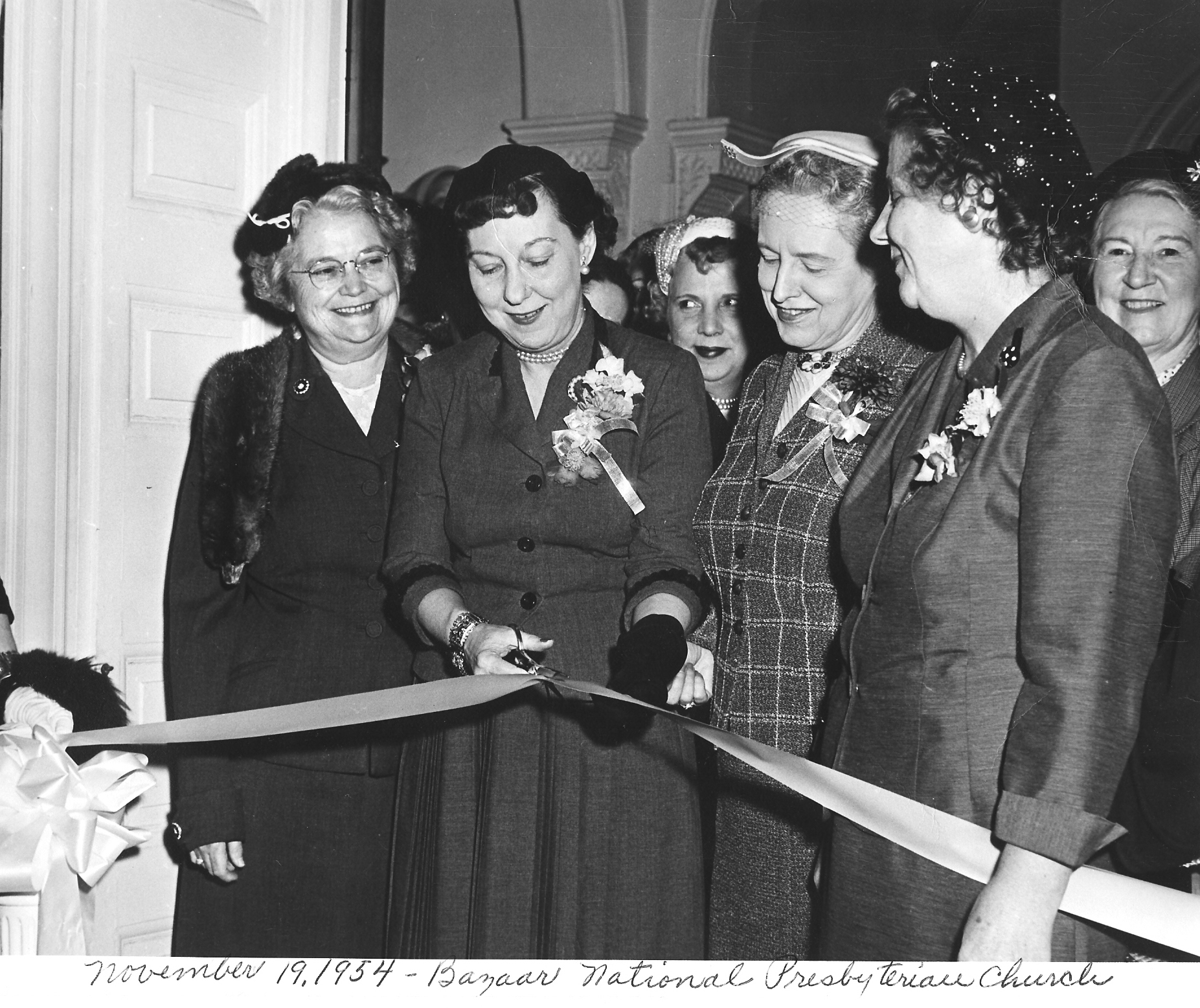
La Première Dame Mamie Eisenhower ouvre le bazar des femmes à l'Eglise presbytérienne nationale

L'architecte est Harold E. Wagoner. La structure en calcaire et en acier a été construite par Charles H. Tompkins Co. de Washington, DC. Le sanctuaire peut accueillir 1 450 personnes et présente un plan cruciforme de cathédrale traditionnel. Conformément aux principes chrétiens réformés, les murs du sanctuaire ne sont pas décorés, pour attirer l'attention sur la prédication en chaire. La zone du chœur contient le centre liturgique avec la chaire, la table de communion et le pupitre qui sont au centre du culte collectif.
Le sanctuaire est illuminé de couleurs vives par 73 vitraux conçues par Willet Studios de Philadelphie. C'est la plus grande collections de vitraux des États-Unis. Ils dépeignent des histoires bibliques.

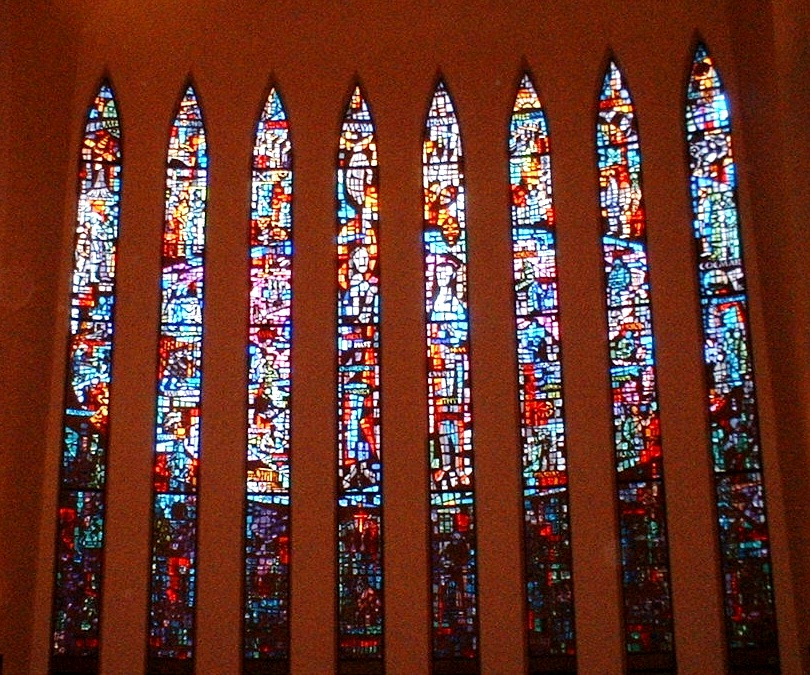
Vitraux du transept sud illustrant la mission de l’Église.

Le vitrail du transept sud représente la mission de l’Église, montrant des personnages historiques de la science, de l'art, de la politique et des astronautes.
La chapelle des présidents, peut accueillir 255 personnes. Une autre série de fenêtres du Willet Studios représente l'histoire de la lutte pour la liberté de culte en Amérique. Six fenêtres représentent des présidents des Etats-Unis, Washington, Lincoln, Teddy Roosevelt, Wilson, Franklin Delano Roosevelt et Eisenhower.
L'orgue du sanctuaire comprend 115 rangs et quatre claviers. Il est construit par la Aeolian-Skinner Organ Company en 1968-1969 (Opus 1456). Mme. John Jay Hopkins financé l'orgue à la mémoire de son mari, fondateur de General Dynamics .
L'église abrite des archives et des documents historiques et contient deux bibliothèques avec une gamme complète de livres théologiques et historiques.

## Histoire
La congrégation qui est finalement devenue l'Église presbytérienne nationale retrace son héritage au 18e siècle, lorsque les tailleurs de pierre écossais construisant la Maison Blanche commencent à organiser des services de culte le dimanche matin dans un hangar de charpentiers sur le terrain de la Maison Blanche. En 1795, le groupe forme l'église St. Andrew's et installe John Brackenridge comme ministre. Les membres de l'Église se réunissent dans des maisons privées jusqu'en 1800, puis en plusieurs endroits entre 1802 et 1811 dont une école sur East Capitol Street, une loge maçonnique entre les 1ère et 2ème rues près du Washington Navy Yard, et la chambre de la Cour suprême des États-Unis, dans les sous-sols du Capitol inachevé.

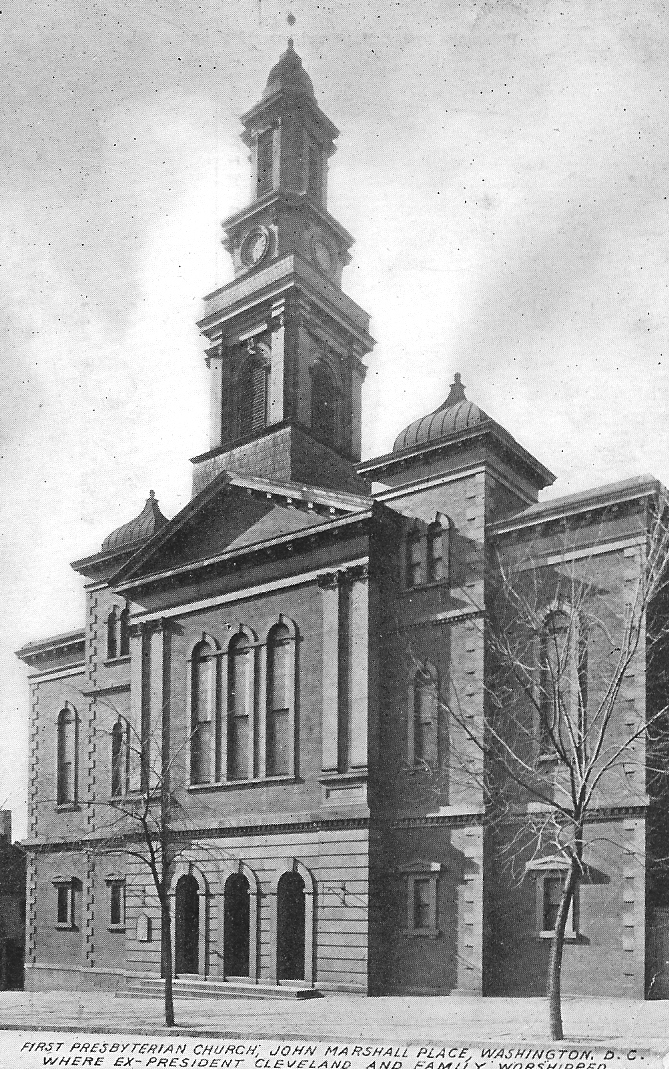
Première église presbytérienne (1812), 4½ Street, Washington DC

Les membres du groupe St. Andrew's établissent la First Presbyterian Church le 15 septembre 1812. Avec entre autres le financement personnel de deux présidents des États-Unis, James Madison et James Monroe, la congrégation érigé une structure de charpente. Cette « petite église blanche sous la colline » était située sur East Capitol Street, sur le versant sud de Capitol Hill, où se trouve maintenant les bureaux présidentels de Rayburn House.
Le premier service dans la nouvelle église a lieu le 20 juin 1812. Lorsque les Britanniques incendient et saccagent le Capitole en août 1814, l'église est épargnée malgré sa proximité avec les hostilités. En 1821, la congrégation compte 114 membres. Sous la direction de Ruben Post, la First Presbyterian Church érige un important édifice en brique sur la 4½ rue NW, qui dure plus de 100 ans.
En 1853, Byron Sunderland commence un mandat distingué de 45 ans en tant que pasteur principal de l'église. Dès 1857, il commence à prêcher en faveur de l'abolition de l'esclavage, un acte audacieux dans une ville qui était essentiellement une ville conservatrice du Sud. En 1866, le pasteur invite Frederick Douglass, abolitionniste noir réputé, à parler depuis la chaire de l'église. Aucune autre église de Washington ne le ferait avant l’abolition.
Sunderland est aumônier du Sénat des États-Unis pendant la guerre de Sécession, et de nouveau dans les années 1870 . Il est un ami et conseiller du président Abraham Lincoln. Les présidents John Quincy Adams, Andrew Jackson, James K. Polk, Franklin Pierce, James Buchanan, Ulysses S. Grant, Grover Cleveland et Benjamin Harrison célèbrent le culte à la « Old First », . Sunderland célèbre la cérémonie de mariage du président Grover Cleveland et de Frances Folsom à la Maison Blanche.
Au début du 20e siècle, le quartier de la First Presbyterian est devenu un quartier d'affaires, et les membres sont de plus en plus dispersés dans la ville. Le gouvernement fédéral change le nom de la 4½ rue en place John Marshall, et a acquiert le site pour y ériger des édifices judiciaires. La congrégation donne son dernier culte le 11 mai 1930, puis fusionne avec la Covenant Presbyterian Church.

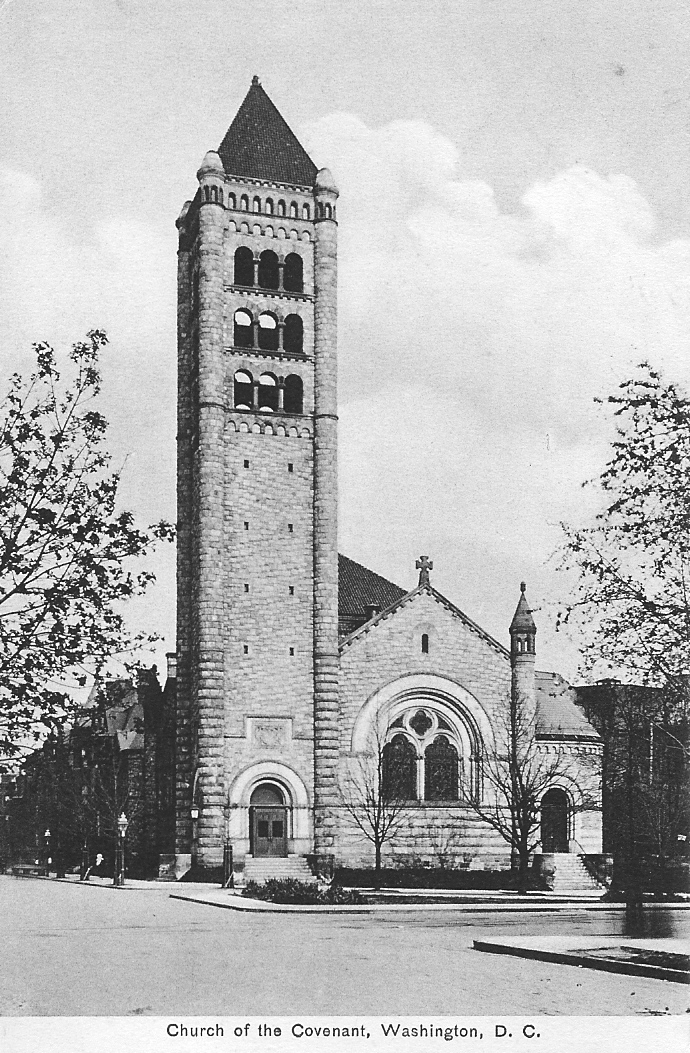
Église des Covenantaire, fondée en 1883.

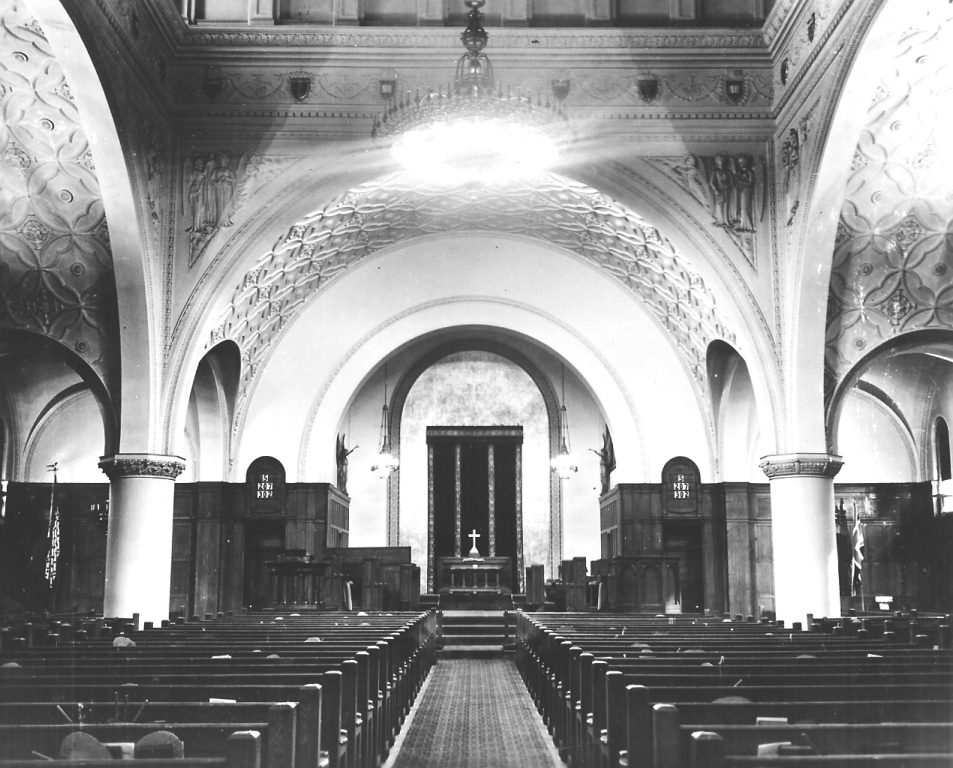
Sanctuaire de l'église presbytérienne rassemblant les Eglises Covenant et First, entre 1930 et 1967.

Le pasteur de la congrégation combinée Covenant-First Presbyterian de 1930 à 1946 est Albert Joseph McCartney. Il gagne l'admiration de tous pour son leadership au cours des années difficiles de la dépression et de la Seconde guerre mondiale. Le 19 octobre 1947, le président Harry S. Truman dévoile une tablette de bronze portant le nouveau nom de l'église : The National Presbyterian Church.
En 1953, le pasteur Edward L. R. Elson baptise le président des Etats-Unis Dwight D. Eisenhower.
En janvier 1966, la congrégation achète la propriété actuelle et commence la conception et la construction d'un nouveau complexe d'église. La première pierre de la nouvelle église est posée par le président Eisenhower le 14 octobre 1967, et la congrégation célèbre son premier culte le 7 septembre 1969.
Le pasteur Edward L.R. Elson, qui a supervisé la construction de la nouvelle église, devient en 1969 aumônier du Sénat des États-Unis.

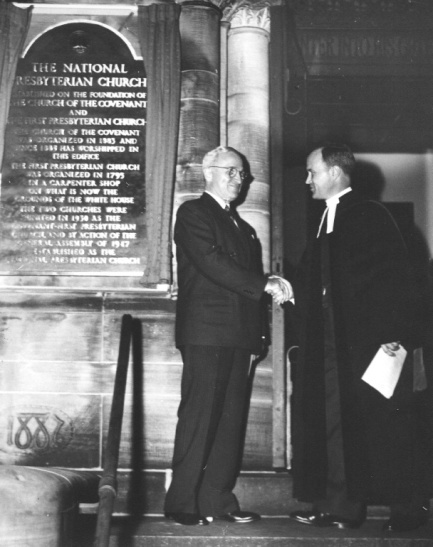
Le président américain Harry S Truman avec Edward Elson dévoilant la plaque établissant l'Église nationale presbytérienne, en 1947

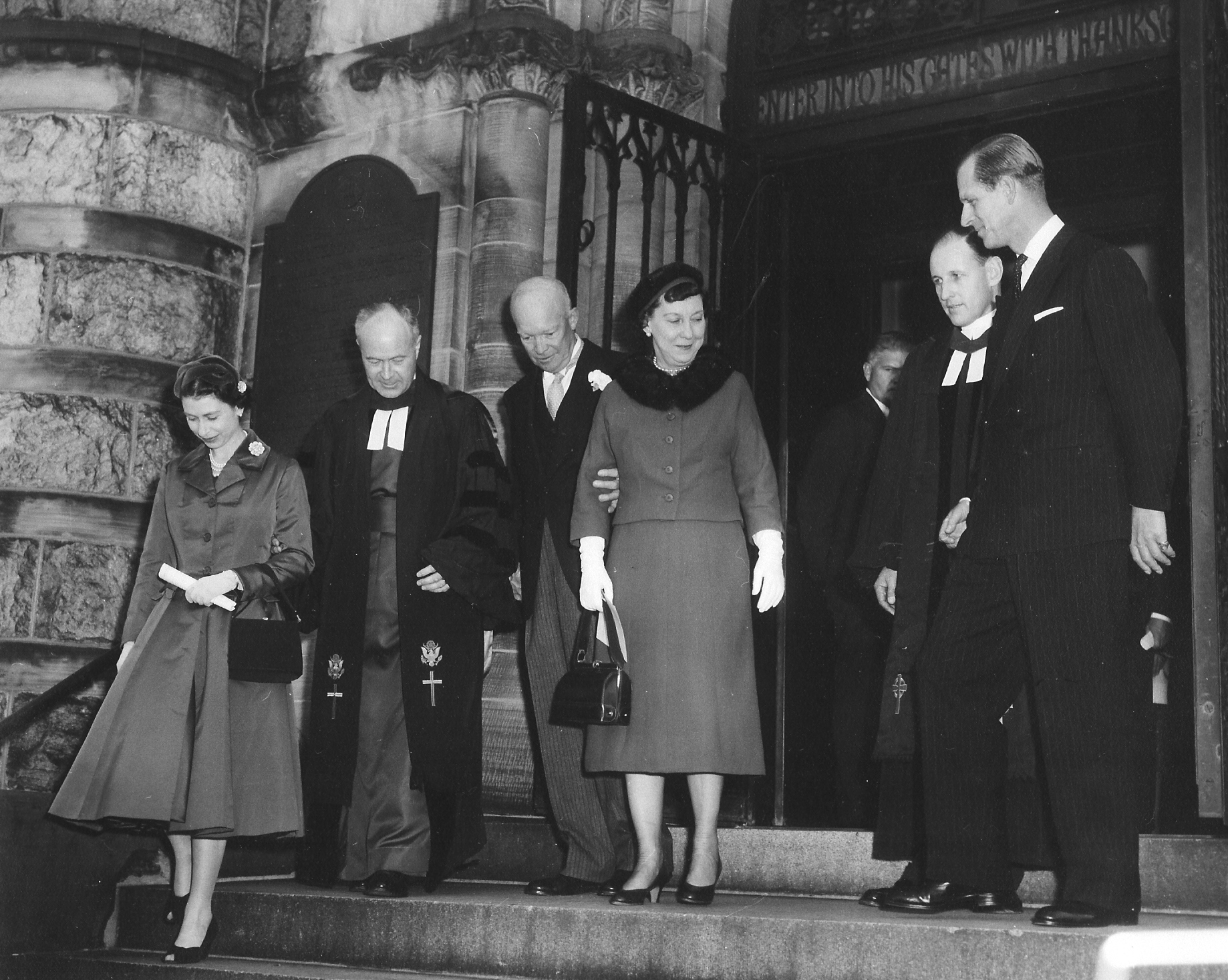
Visite royale de 1957 : de gauche à droite : la reine Elizabeth II, le pasteur principal Elson, le président Eisenhower, Mamie Eisenhower, le ministre associé John Edwards et le prince Philip.

En 1983, le sénateur américain Mark Hatfield, un ami du pasteur Louis Evans, Jr., lui parle  de la prochaine visite de Mère Teresa aux États-Unis. Colleen Townsend Evans, son épouse, organise alors un forum sur les femmes dans l'église iù s'exprime la religieuse. Lors d'une visite d'État aux États-Unis, le président sud-africain, Frederick W. de Klerk, assiste au culte à la National Presbyterian Church avec l'ambassadeur des États-Unis aux Pays-Bas. Après le service, le président est invité à s'expliquer sur le statut de l'apartheid en Afrique du Sud.